# Mistrovství světa v judu 1985 – muži – střední váha (-86kg)
Zápasy v judu na XIII. mistrovství světa v kategorii středních vah mužů proběhly v Soulu, 27. září 1985.

## Finále
| Finále             |                    |
| ------------------ | ------------------ |
| Peter Seisenbacher | Peter Seisenbacher |
| Georgi Petrov      | Peter Seisenbacher |

## Opravy / O bronz
Do oprav se dostali judisté, kteří během turnaje prohráli svůj zápas s jedním ze dvou finalistů.
| opravy    | opravy            | o bronz        |                |
| --------- | ----------------- | -------------- | -------------- |
| volný los | János Gyáni       | János Gyáni    | Vitalij Pesňak |
| volný los | János Gyáni       | János Gyáni    | Vitalij Pesňak |
|           | Masao Takahaši    | János Gyáni    | Vitalij Pesňak |
|           |                   | Vitalij Pesňak | Vitalij Pesňak |
| volný los | Andrew Richardson | Fabien Canu    | Fabien Canu    |
| volný los | Andrew Richardson | Fabien Canu    | Fabien Canu    |
|           | Fabien Canu       | Fabien Canu    | Fabien Canu    |
|           |                   | Ben Spijkers   | Fabien Canu    |

## Pavouk
|   | 1/32            | 1/16               | čtvrtfinále        | semifinále         | finále             |
| - | --------------- | ------------------ | ------------------ | ------------------ | ------------------ |
| A | Masao Takahaši  | Masao Takahaši     | Masao Takahaši     | Peter Seisenbacher | Peter Seisenbacher |
| A | Roland Borawski | Masao Takahaši     | Masao Takahaši     | Peter Seisenbacher | Peter Seisenbacher |
| A | volný los       | Fatah              | Masao Takahaši     | Peter Seisenbacher | Peter Seisenbacher |
| A | volný los       | Fatah              | Masao Takahaši     | Peter Seisenbacher | Peter Seisenbacher |
| A | volný los       | Peter Seisenbacher | Peter Seisenbacher | Peter Seisenbacher | Peter Seisenbacher |
| A | volný los       | Peter Seisenbacher | Peter Seisenbacher | Peter Seisenbacher | Peter Seisenbacher |
| A | volný los       | János Gyáni        | Peter Seisenbacher | Peter Seisenbacher | Peter Seisenbacher |
| A | volný los       | János Gyáni        | Peter Seisenbacher | Peter Seisenbacher | Peter Seisenbacher |
| B | Álvaro González | Álvaro González    | Vitalij Pesňak     | Vitalij Pesňak     | Peter Seisenbacher |
| B | Kum Hoi Cheung  | Álvaro González    | Vitalij Pesňak     | Vitalij Pesňak     | Peter Seisenbacher |
| B | volný los       | Vitalij Pesňak     | Vitalij Pesňak     | Vitalij Pesňak     | Peter Seisenbacher |
| B | volný los       | Vitalij Pesňak     | Vitalij Pesňak     | Vitalij Pesňak     | Peter Seisenbacher |
| B | volný los       | Marc Meiling       | Marc Meiling       | Vitalij Pesňak     | Peter Seisenbacher |
| B | volný los       | Marc Meiling       | Marc Meiling       | Vitalij Pesňak     | Peter Seisenbacher |
| B | volný los       | João Gil           | Marc Meiling       | Vitalij Pesňak     | Peter Seisenbacher |
| B | volný los       | João Gil           | Marc Meiling       | Vitalij Pesňak     | Peter Seisenbacher |
| C | Pak Kjong-ho    | Fabien Canu        | Fabien Canu        | Georgi Petrov      | Georgi Petrov      |
| C | Fabien Canu     | Fabien Canu        | Fabien Canu        | Georgi Petrov      | Georgi Petrov      |
| C | volný los       | Robert Berland     | Fabien Canu        | Georgi Petrov      | Georgi Petrov      |
| C | volný los       | Robert Berland     | Fabien Canu        | Georgi Petrov      | Georgi Petrov      |
| C | volný los       | Georgi Petrov      | Georgi Petrov      | Georgi Petrov      | Georgi Petrov      |
| C | volný los       | Georgi Petrov      | Georgi Petrov      | Georgi Petrov      | Georgi Petrov      |
| C | volný los       | Andrew Richardson  | Georgi Petrov      | Georgi Petrov      | Georgi Petrov      |
| C | volný los       | Andrew Richardson  | Georgi Petrov      | Georgi Petrov      | Georgi Petrov      |
| D | Ben Spijkers    | Ben Spijkers       | Ben Spijkers       | Ben Spijkers       | Georgi Petrov      |
| D | Ali Mohsen      | Ben Spijkers       | Ben Spijkers       | Ben Spijkers       | Georgi Petrov      |
| D | volný los       | Raymond Stevens    | Ben Spijkers       | Ben Spijkers       | Georgi Petrov      |
| D | volný los       | Raymond Stevens    | Ben Spijkers       | Ben Spijkers       | Georgi Petrov      |
| D | volný los       | Yuri Fazi          | Yuri Fazi          | Ben Spijkers       | Georgi Petrov      |
| D | volný los       | Yuri Fazi          | Yuri Fazi          | Ben Spijkers       | Georgi Petrov      |
| D | volný los       | Louis Jani         | Yuri Fazi          | Ben Spijkers       | Georgi Petrov      |
| D | volný los       | Louis Jani         | Yuri Fazi          | Ben Spijkers       | Georgi Petrov      |